# Kostel svatého Libora (Jesenec)
Kostel svatého Libora v Jesenci je významnou barokní památkou na střední Moravě, který je chráněn jako kulturní památka České republiky. Je farním kostelem římskokatolické farnosti Jesenec.

## Historie
V roce 1673 založila Zuzana Kateřina Liborie ze Zástřizl (1637 – 9. dubna 1691) v Jesenci votivní kapli zasvěcenou svému osobnímu patronovi sv. Liborovi, jako poděkování za zázřačné uzdravení vodou z místní studánky. V roce 1690 předala panství Jesenec premonstrátskému klášteru v Zábrdovicích, aby z jeho výnosu mohla být budována hned dvě poutní místa: kostel v Jesenci a mariánský kostel ve Křtinách. Premontrátský opat Engelbert Hájek dal vybudovat snad na místě původní tvrze v roce 1710 řádovou rezidenci (dnešní zámek) a zároveň vystavět na místě kaple nový kostel, posvěcený v roce 1711. Tradované připsání autorství architektonickému projektu Janu Blažeji Santinimu-Aichelovi bylo přesvědčivě popřeno Mojmírem Horynou a Jiřím Kroupou. Kostel se stal poutním místem, kde kázal mj. i slavný barokní kazatel Bohumír Josef Hynek Bilovský. Po zrušení zábrdovického kláštera v roce 1784 se panství stalo součástí náboženského fondu, u kostela byla zřízena kuracie a v roce 1843 fara.

## Popis
Kostel je oválná jednolodní stavba bez věží, spojená stavebně s budovou zámku, Horyna a Kroupa ji připisují některému z následovníků Giovanniho Pietra Tencally. V interiéru se nacházejí cenné stropní fresky a obrazy Karla Františka Josefa Haringera a Antona Schoonjanse.